# Alun Hoddinott
Alun Hoddinott (11. srpna 1929 – 11. března 2008) byl velšský hudební skladatel, který složil velké množství různých děl, tvořil opery, symfonie, symfonietty, sonáty, oratoria, fugy i filmovou hudbu.

## Život
Narodil se ve městě Bargoed v hrabství Glamorgan na jihu Walesu do rodiny učitele. Přestože se jeho rodiče o hudbu příliš nezajímali, začal již ve svých čtyřech letech hrát na housle. Roku 1949 dokončil studium hudby na Cardiff University. Po dokončení školy ještě několik let soukromě studoval u australského skladatele Arthura Benjamina. Mezi jeho první díla patří koncert pro violoncello nebo skladba pro klarinetový kvartet. Jeho první opera nazvaná The Beach of Falesá měla premiéru v roce 1974. Jde o tříaktovou operu, která vznikla na základě příběhu od Roberta Louise Stevensona, ke které napsal libreto spisovatel Glyn Jones. Později složil několik dalších oper. V roce 2005 složil fanfáru pro svatbu Charlese, prince z Walesu a Camilly Parker Bowles. Se svou manželkou měl jednoho syna. Zemřel ve Swansea ve věku 78 let po několikaměsíční nemoci. V roce 1983 získal Řád britského impéria.